# Губеровка
Губеровка (также Копитц, Баринский) — исчезнувшее село в Джанкойском районе Республики Крым, располагавшееся в центральной части района, в степном Крыму, примерно в 2,5 километрах западнее современного села Стальное.

## История
Впервые в доступных документах упоминание селения встречается в энциклопедическом словаре «Немцы России», согласно которому в Ак-Шеихской волости Перекопского уезда в 1890 году на 1000 десятинах земли был основан лютеранский хутор Копитц (нем. Kopitz), также Губеровка. По Статистическому справочнику Таврической губернии. Ч.II-я. Статистический очерк, выпуск пятый Перекопский уезд, 1915 год, на хуторе Губеровка (Баринский) Ак-Шеихской волости Перекопского уезда числился 2 двора с немецким населением в количестве 21 человек приписных жителей и 27 — «посторонних», из которых 26 мужчин и 22 женщины. При хуторе числилась 1521 десятина удобной земли. В хозяйстве имелось 28 лошадей, 30 волов, 6 коров и 20 голов мелкого скота.
После установления в Крыму Советской власти, по постановлению Крымревкома от 8 января 1921 года № 206 «Об изменении административных границ» была упразднена волостная система и в составе Джанкойского уезда (преобразованного из Перекопского) был создан Джанкойский район. В 1922 году уезды преобразовали в округа. 11 октября 1923 года, согласно постановлению ВЦИК, в административное деление Крымской АССР были внесены изменения, в результате которых округа были ликвидированы, основной административной единицей стал Джанкойский район и село включили в его состав. Согласно Списку населённых пунктов Крымской АССР по Всесоюзной переписи 17 декабря 1926 года, на хуторе Губеровка Барын немецкого сельсовета Джанкойского района, числилось 9 дворов, все крестьянские, население составляло 53 человека, из них 50 немцев и 3 украинца. В дальнейшем в доступных источниках не встречается.